# Abudefduf sparoides
Abudefduf sparoides là một loài cá biển thuộc chi Abudefduf trong họ Cá thia. Loài này được mô tả lần đầu tiên vào năm 1825.

## Từ nguyên
Hậu tố –oides trong tiếng Latinh có nghĩa là "có hình dáng tương tự", còn sparus là tên gọi của chi Sparus, hàm ý đề cập đến hình dạng của loài cá này giống với loài S. aurata.

## Phạm vi phân bố và môi trường sống
A. sparoides được ghi nhận dọc theo đường bờ biển Đông Phi, từ Kenya trải dài đến Nam Phi, cũng như ngoài khơi Madagascar và các đảo quốc lân cận, bao gồm đảo Aldabra (Seychelles), Comoros, Réunion và Mauritius.
Loài này sống gần các rạn san hô ven bờ và xung quanh các bãi đá ngầm, ở độ sâu đến ít nhất là 15 m; cá con thường được bắt gặp ở các đầm phá nông.

## Mô tả
A. sparoides có chiều dài cơ thể tối đa được ghi nhận là 16 cm. A. sparoides không có các dải sọc đen như những loài cùng chi, thay vào đó là một đốm đen to hơn mắt ở hai bên cuống đuôi. Cá con của loài Diplodus capensis có thể bị nhầm lẫn với A. sparoides, nhưng đốm đen của D. capensis lại nằm ở rìa trên cuống đuôi và lan rộng đến phần gốc vây lưng sau.
Số gai ở vây lưng: 13; Số tia vây ở vây lưng: 12–14; Số gai ở vây hậu môn: 2; Số tia vây ở vây hậu môn: 11–12; Số tia vây ở vây ngực: 18; Số lược mang: 26–27.

## Sinh thái học
Thức ăn của A. sparoides chủ yếu là tảo, đôi khi chúng cũng ăn cả động vật giáp xác và một số loài thủy sinh không xương sống nhỏ. A. sparoides sống đơn độc hoặc hình thành các nhóm rời rạc. Cá đực có tập tính bảo vệ và chăm sóc trứng.
Loài này chỉ được đánh bắt ngẫu nhiên trong nghề đánh bắt thủ công.